# Peter Peteraj
Peter Peteraj (* 31. ledna 1953 Bratislava) je slovenský kytarista. Na přelomu 70. a 80. let 20. století byl členem art rockové skupiny Collegium Musicum, se kterou nahrál dvě alba. V letech 1983 až 1985 hrál v brněnské rockové kapele Progres 2. Působil také ve skupinách Modus či Avion.

## Diskografie

### S Collegum Musicum
- 1979 – On a ona (album)
- 1981 – Divergencie (album)

### S Progres 2
- 1983 – „Nech je být“ (singl)
- 1984 – „Kdo je tam?“ (singl)
- 1984 – Mozek (album)
- 1985 – „Máš svůj den“ (singl)